# Związek Strzelecki
Związek Strzelecki – paramilitarna organizacja społeczno-wychowawcza powstała w 1910 we Lwowie i działająca do 1914, będąca podstawą budowania struktur wojskowych Legionów Polskich. Następnie nazwę tę nosiła organizacja paramilitarna w okresie 1919–1939. Do tradycji Związku nawiązują niektóre istniejące obecnie organizacje paramilitarne.

## Historia

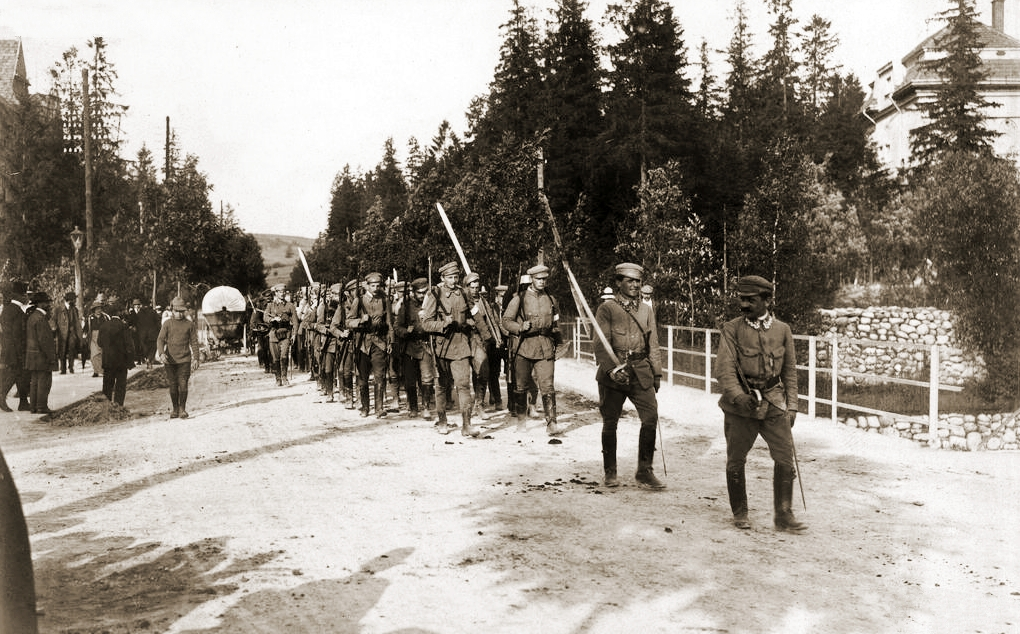
Manewry Związku Strzeleckiego, Zakopane, sierpień 1913. Na czele oddziału Mieczysław Ryś-Trojanowski

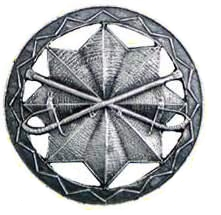
Znak oficerski „Parasol”

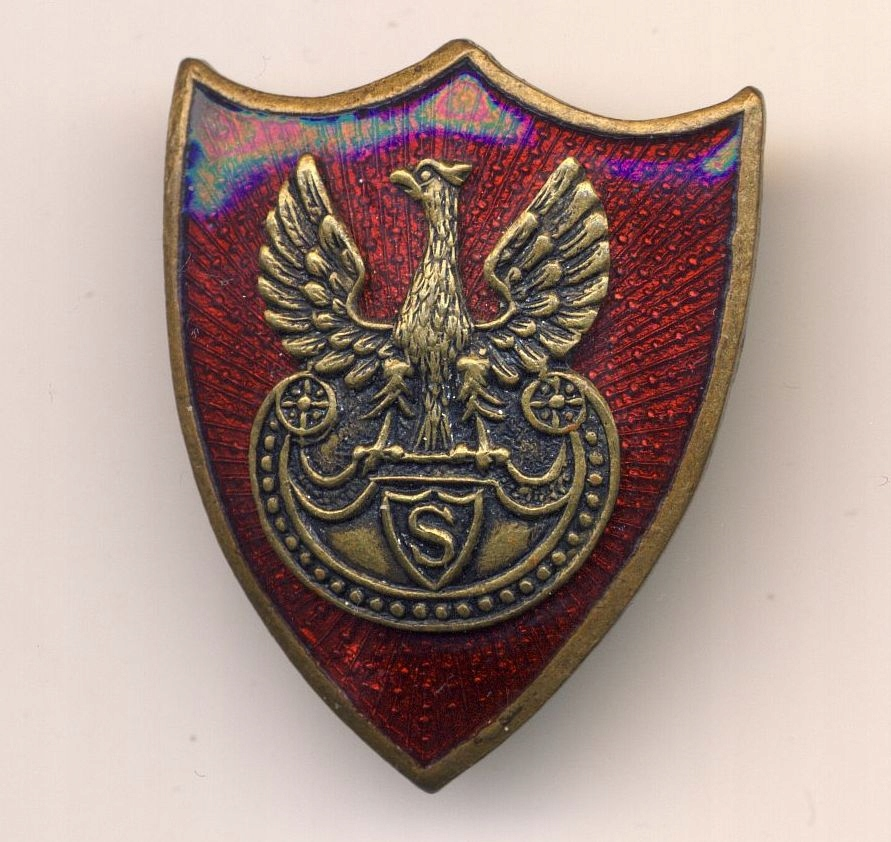
Odznaka Pamiątkowa Związku Strzeleckiego

### Okres 1910–1914
W 1910 z inicjatywy nielegalnego Związku Walki Czynnej, aby umożliwić działania pozwalające na budowę szerszej organizacji militarnej, utworzone zostały legalne organizacje o charakterze paramilitarnym: Związek Strzelecki we Lwowie, oraz Towarzystwo „Strzelec” w Krakowie. Podstawą prawną była ustawa o stowarzyszeniach oraz rozporządzenie Ministerstwa Obrony Krajowej z 1909 o „popieraniu strzelectwa dobrowolnego”. Nazwa „Związek Strzelecki” jest dosłownym tłumaczeniem określenia „Schützen-Verein” użytym w rozporządzeniu.
Początkowo Związkiem kierował Wydział Związku Strzeleckiego w składzie: Władysław Sikorski (prezes), Medard Downarowicz, Hoser, Konopacki, Aleksander Litwinowicz, Kazimierz Sosnkowski, Ostrowski, Gustaw Daniłowski, Rysiewicz, Hipolit Śliwiński. Faktycznie kierownictwo sprawował Wydział ZWC.
Od 1912 Związek Walki Czynnej przekształcił się faktycznie w centralizację organizacji strzeleckich. Miejsce Wydziału zajęła Komenda Główna Związków Strzeleckich z siedzibą we Lwowie na czele z komendantem Józefem Piłsudskim i szefem sztabu Kazimierzem Sosnkowskim.
Komendzie Głównej podlegały Komendy Okręgowe: w Krakowie (Galicja Zachodnia), Rzeszowie (Galicja środkowa) i Lwowie (Galicja Wschodnia) oraz Komenda Królestwa Polskiego i Komenda Zagraniczna. Organizacje strzeleckie działające w zaborze pruskim i Królestwie Polskim pozostawały w konspiracji. W Galicji Związek Strzelecki organizował szkoły podoficerskie i oficerskie, mógł korzystać ze strzelnic wojskowych, odbywać ćwiczenia oraz kupować broń i amunicję. Jego członkami byli przedstawiciele wszystkich warstw społecznych, kierunków i partii politycznych (z wyjątkiem Socjaldemokracji Królestwa Polskiego i Litwy i Stronnictwa Polityki Realnej).
Szczególną rolę w rozbudowie organizacji odegrali studenci Uniwersytetu Jagiellońskiego. W maju 1913 zlikwidowano Komendę Główną, jej funkcję przejął Wydział Wojskowy Komisji Tymczasowej Skonfederowanych Stronnictw Niepodległościowych, której komendantem wojskowym został Józef Piłsudski. W chwili wybuchu I wojny światowej Związek Strzelecki liczył 6449 przeszkolonych strzelców w tym:
- okręg krakowski – 3682 strzelców;
- okręg lwowski – 1131 strzelców;
- okręg zagraniczny – 362 strzelców.

W tym czasie odrębna organizacja: Polskie Drużyny Strzeleckie liczyła ponad 4000 przeszkolonych „drużyniaków”. Członkowie Związku Strzeleckiego i Polskich Drużyn Strzeleckich stanowili podstawę kadry walczących u boku monarchii austro-węgierskiej Legionów Polskich oraz konspiracyjnej Polskiej Organizacji Wojskowej. Głównymi  działaczami byli: Józef Piłsudski, Kazimierz Sosnkowski, Edward Śmigły-Rydz, Władysław Sikorski, Marian Kukiel, Walery Sławek, Julian Stachiewicz, Aleksander Prystor, Kordian Józef Zamorski, Włodzimierz Tetmajer.
Organy prasowe: „Strzelec”, „Bellona Polska” i „Przegląd Wojskowy”.

### Okres 1919–1939
27 listopada 1919 minister spraw wewnętrznych Stanisław Wojciechowski, w porozumieniu z Ministerstwem Spraw Wojskowych, zatwierdził Statut Towarzystwa pod nazwą „Związek Strzelecki” z siedzibą w Warszawie. Zadaniem towarzystwa było „rozbudzanie i chartowanie w członkach ducha narodowego, karności, dzielności moralnej i fizycznej oraz szerzenie wiedzy wojskowej”.
Nawiązywał do tradycji Związku Strzeleckiego z lat 1910–1914. Zrzeszał pozaszkolną, przedpoborową młodzież, głównie wiejską i rzemieślniczą. Prowadził działalność w zakresie wychowania fizycznego i przysposobienia wojskowego. Podlegał Ministerstwu Spraw Wojskowych. Należał do Polskich Związków Sportowych. Ściśle związany z obozem J. Piłsudskiego. Terytorialna struktura organizacyjna Związku Strzeleckiego odpowiadała wojskowo-administracyjnemu podziałowi państwa.
Związek podzielony był na 3000 oddziałów w 141 obwodach należących do 15 okręgów. Prowadzono w jego ramach działalność oświatową, tj. kursy podstawowe, kursy instruktorskie, pogadanki, odczyty, biblioteki i czytelnie. W 1928 istniało 70 chórów, 20 orkiestr, 16 domów ludowych z boiskami i 237 świetlic należących do związku.

### Okres 1939–1940
W 1939 ZS liczył około 500 tysięcy członków, którzy w czasie kampanii wrześniowej 1939 wykonywali zadania zlecone przez władze wojskowe.
We wrześniu 1939 w Krakowie w oparciu o przedwojenne struktury Strzelca utworzono Organizację Orła Białego. Organizacja prowadziła działalność dywersyjną, wywiad i akcje propagandowe, wymierzone przeciwko okupantom. W czerwcu 1940 podporządkowała się Związkowi Walki Zbrojnej.
Organem prasowym organizacji były „Nakazy Dnia”.

## Współczesność

Orzełek ZS „Strzelec” OSW stosowany na podstawie umowy z MON

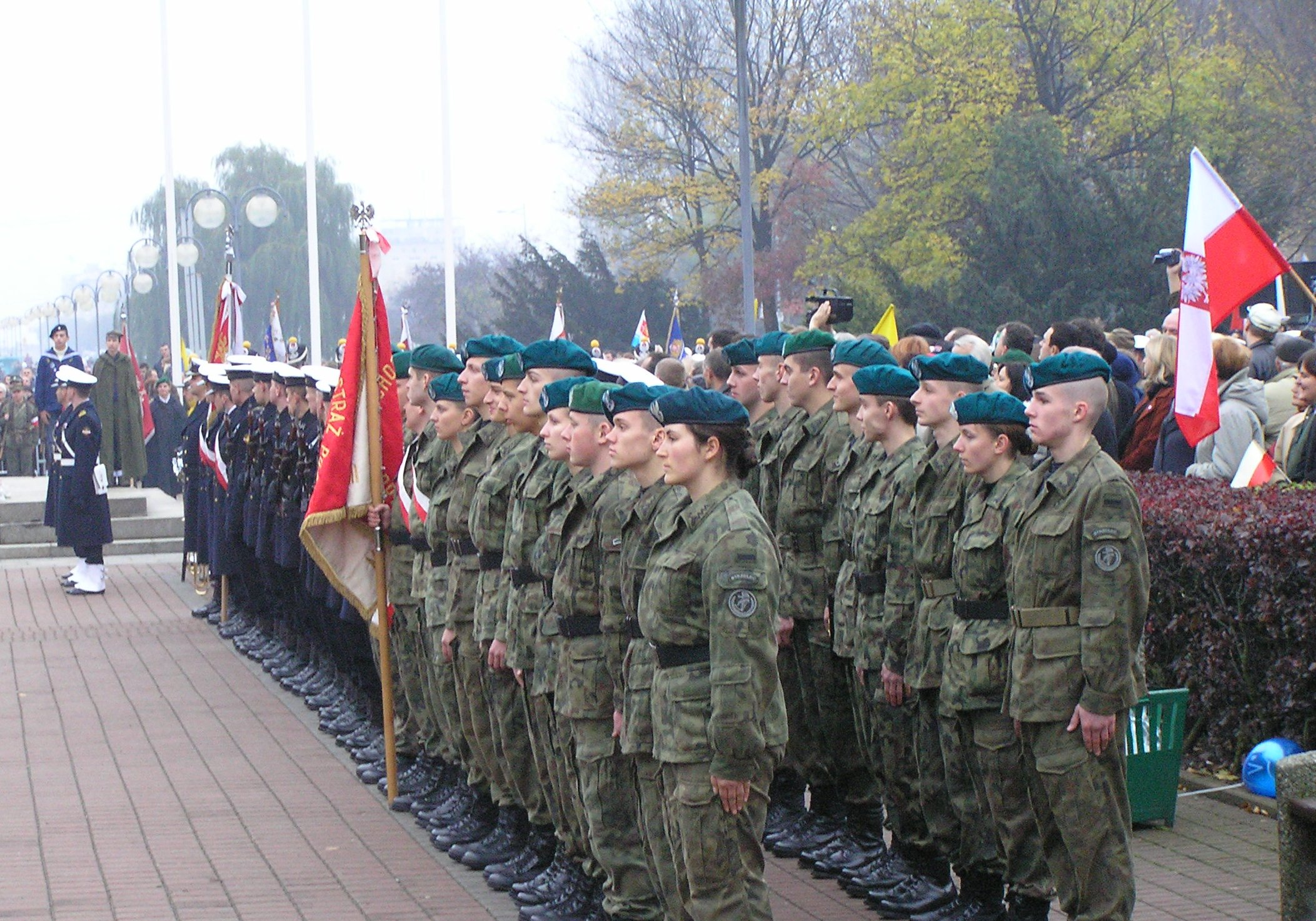
Jednostka Strzelecka 4018 Gdańsk ze Związku Strzeleckiego „Strzelec” Organizacji Społeczno-Wychowawczej podczas obchodów Narodowego Święta Niepodległości w Gdyni

Obecnie istnieje kilka organizacji odwołujących się do tradycji przedwojennego Związku Strzeleckiego. Dla zjednoczenia ruchu strzeleckiego utworzono Federację Związków i Drużyn Strzeleckich z komendantem Maciejem Wechmannem, rezultatem której jest połączenie się dwóch z wiodących Związków: Związku Strzeleckiego „Strzelec” i Związku Strzeleckiego „Strzelec” Równość – Wolność – Niepodległość w jedną organizację – Związek Strzelecki „Strzelec”.
15 lipca 2009 dwie organizacje strzeleckie Związek Strzelecki i Związek Strzelecki „Strzelec” Organizacja Społeczno-Wychowawcza podpisały deklarację zjednoczeniową. Od marca 2015 największe organizacje strzeleckie współtworzą Federację Organizacji Proobronnych pod patronatem MON.

### Związek Strzelecki „Strzelec” Organizacja Społeczno-Wychowawcza
W 1991 powstający Związek Strzelecki „Strzelec” Organizacja Społeczno-Wychowawcza określił się wówczas jako patriotyczne stowarzyszenie młodzieży polskiej, będącej kontynuatorem istniejącego w okresie międzywojennym Związku Strzeleckiego „Strzelec”, którego Komendantem Głównym był Józef Piłsudski.
Obecnie ZS „Strzelec” OSW współpracuje ściśle z Ministerstwem Obrony Narodowej (w szczególności z Biurem Inicjatyw Obronnych) i jest w Polsce jedną z największych pozarządowych organizacji paramilitarnych o proobronnym charakterze.
Organizacja ta z uwagi na sytuację w sąsiedniej Ukrainie oraz potencjalne rozszerzenie danego zagrożenia w postać regularnego, konwencjonalnego konfliktu zbrojnego, jako jedna z pierwszych w kraju podjęła inicjatywę tworzenia przy współpracy z samorządami, obywatelskich i zarazem ochotniczych pododdziałów obrony narodowej (w skr. S.P.O.N.), rozumianych jako obrona terytorialna, gwardia bądź milicja.

### Związek Strzelecki „Strzelec” Józefa Piłsudskiego

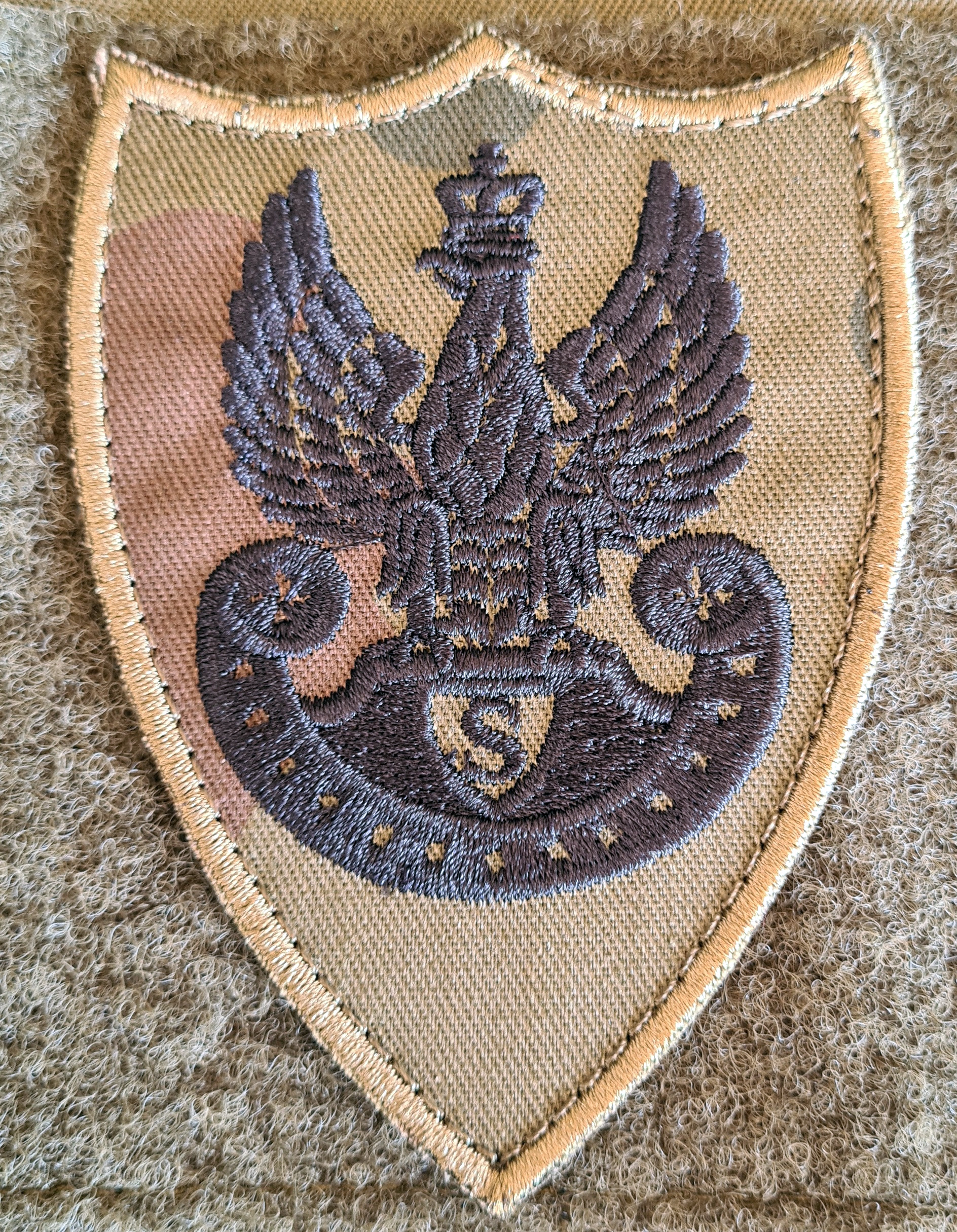
Oznaka Związku Strzeleckiego „Strzelec” Józefa Piłsudskiego w wersji na mundur polowy

Związek Strzelecki „Strzelec” Józefa Piłsudskiego powstał w 2013. Tworzące go dziś Jednostki Strzeleckie należały do różnych Związków Strzeleckich funkcjonujących w Polsce. Związek Strzelecki „Strzelec” Józefa Piłsudskiego jest organizacją ogólnopolską z siedzibą w Rzeszowie, zarejestrowaną w Krajowym Rejestrze Sądowym pod numerem 0000483809. 
Na dzień 26 listopada 2024 struktury Związku przedstawiają się następująco:
- Sztab Komendy Głównej: Kompania Wsparcia Sz KG; Kompania Akademicka Sz KG.

- Województwo Małopolskie: Jednostka Strzelecka 2059 im. płk. A. Hałacińskiego w Brzesku; Jednostka Strzelecka 2077 w Krakowie; Jednostka Strzelecka 2083 im. gen. Mariana Kukiela w Dąbrowie Tarnowskiej; Jednostka Strzelecka 2092 im. Żołnierzy Niezłomnych w Tarnowie; Jednostka Strzelecka 4115 im. Rtm. Witolda Pileckiego w Myślenicach; Krakowska Drużyna Orląt im. Antosia Petrykiewicza.

- Województwo Podkarpackie: Jednostka Strzelecka 1910 im. gen. Józefa Kwaciszewskiego w Krośnie; Jednostka Strzelecka 1914 im. ppor. Jakuba Darochy w Sokołowie Małopolskim; Jednostka Strzelecka 1938 im. mjr. Adama Kowalskiego w Boguchwale; Jednostka Strzelecka 1980 w Ropczycach; Jednostka Strzelecka 2009 im. gen. bryg. Andrzeja Galicy w Przemyślu; Jednostka Strzelecka 2017 im. Tadeusza Munnicha w Dębicy; Jednostka Strzelecka 2020 im. kpt. Zygmunta Patryna „Słowik” w Strzyżowie; Jednostka Strzelecka 2021 im. płk. Leopolda Lisa – Kuli w Rzeszowie; Jednostka Strzelecka 2025 im. ppor. Zbigniewa Zielińskiego w Jarosławiu; Jednostka Strzelecka 2027 im. gen. bryg. Aleksandra Litwinowicza w Stalowej Woli; Jednostka Strzelecka 2033 im. gen. bryg. Józefa Kustronia w Lubaczowie; Jednostka Strzelecka 2035 im. ppłk. Tadeusza Wyrwy – Furgalskiego w Leżajsku; Jednostka Strzelecka 2043 w Nowej Dębie; Jednostka Strzelecka 2049 im. 1 Kompanii Kadrowej w Będziemyślu; Jednostka Strzelecka 2051 im. mjr Władysława Rudolfa Wilka w Sędziszowie Małopolskim; Jednostka Strzelecka 2091 im. gen. broni Józefa Hallera w Trzcinicy; Jednostka Strzelecka 2093 im. gen. broni Władysława Sikorskiego w Mielcu; Jednostka Strzelecka 2094 w Kołaczycach; Jednostka Strzelecka 2096 w Nisku; Samodzielny Pluton im. Strzelców Budziwojskich w Budziwoju.

- Województwo Dolnośląskie: Jednostka Strzelecka 2015 im. Sycowskiego Batalionu Armii Krajowej „Giewont” w Sycowie; Jednostka Strzelecka 3003 im. Orląt Lwowskich w Trzebnicy.

- Województwo Kujawsko-Pomorskie: Jednostka Strzelecka 1909 im. gen. bryg. Elżbiety Zawackiej w Toruniu; Jednostka Strzelecka 2073 w Nakle nad Notecią.

- Województwo Lubelskie: Jednostka Strzelecka 0302 w Lublinie; Jednostka Strzelecka 0303 w Białej Podlaskiej; Jednostka Strzelecka 0301 w Chełmie.

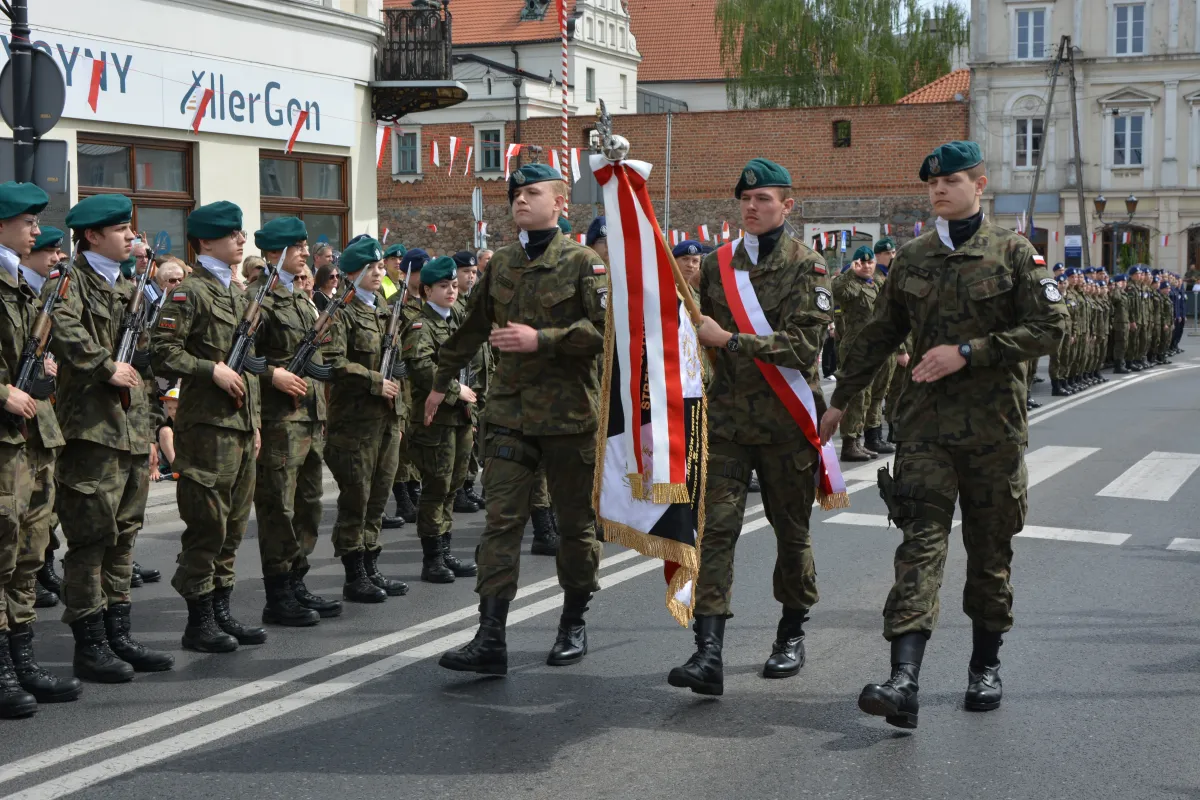
Jednostka Strzelecka 1031 Piotrków Trybunalski ze Związku Strzeleckiego "Strzelec" Józefa Piłsudskiego podczas obchodów Święta Narodowego Trzeciego Maja w Piotrkowie Trybunalskim

- Województwo Łódzkie: Jednostka Strzelecka 1001 im. gen. dyw. Janusza Głuchowskiego w Bełchatowie; Jednostka Strzelecka 1031 im. Obrońców Lwowa w Piotrkowie Trybunalskim; Jednostka Strzelecka 2036 im. Oddziału Partyzanckiego AK „Błysk” w Paradyżu; Jednostka Strzelecka 4040 im. płk. Ignacego Boernera w Zduńskiej Woli; Centralne Archiwum Strzeleckie.

- Województwo Mazowieckie: Jednostka Strzelecka 1006 w Płońsku; Jednostka Strzelecka 1533 im. por. Ludwika Tulińskiego w Ząbkach; Jednostka Strzelecka 1548 im. Żołnierzy AK IV Rejon Fromczyn w Karczewie; Jednostka Strzelecka 1728 w Raszynie; Jednostka Strzelecka 1863 im. Płk Francesco Nullo w Warszawie; Jednostka Strzelecka 1920 im. Bitwy Warszawskiej 1920 roku w Warszawie; Jednostka Strzelecka 1944 im. ppor. Aleksandra Pudło w Warszawie; Jednostka Strzelecka 1939 im. kpt. Stanisława Brykalskiego w Wołominie; Jednostka Strzelecka 5001 im. Dywizjonu Huzarów Śmierci w Warszawie

- Województwo Opolskie: Jednostka Strzelecka 3060 w Brzegu; Jednostka Strzelecka 3064 im. Jana Surzyckiego w Kędzierzynie – Koźlu

- Województwo Warmińsko-Mazurskie: Jednostka Strzelecka 1030 im. Rotmistrza Witolda Pileckiego w Bielicach

- Województwo Wielkopolskie: Jednostka Strzelecka 2016 w Kępnie; Jednostka Strzelecka 4057 w Koninie; Jednostka Strzelecka 4144 w Kaliszu, Jednostka Strzelecka 4127 im. Powstańców Wielkopolskich w Poznaniu.
- Zagranica: Samodzielna Jednostka Strzelecka im. kpt. Bolesława Zajączkowskiego we Lwowie (Ukraina); Samodzielny Pluton w Limerick (Irlandia).

Komendantem Głównym Związku jest bryg. ZS Marek Matuła.

### Związek Strzelecki „Strzelec”
Organizacja, która powstała jako pierwsza, bo już w 1989 z inicjatywy środowisk niepodległościowych, żołnierzy Armii Krajowej i przedwojennych członków Związku Strzeleckiego skupionych w okresie PRL wokół Konfederacji Polski Niepodległej. Na III Kongresie Konfederacji Polski Niepodległej w 1989, z inicjatywy jej przewodniczącego Leszka Moczulskiego, została podjęta uchwała o reaktywowaniu Związku Strzeleckiego „Strzelec”. Pierwszym aktem potwierdzającym wznowienie działalności Z.S. „Strzelec” był zorganizowany w Juszczynie (Beskid Makowski) pierwszy kurs instruktorsko-metodyczny dla kierowniczej kadry „Strzelca”, który prowadził osobiście kpt. rez. Włodzimierz Olszewski, powołany do Kwatery Głównej na stanowisko Szefa Wydziału Szkolenia.
Organizacja zarejestrowana została 13 czerwca 1990 Przygotowuje młodzież do pracy w służbach mundurowych, służbie publicznej i życia społecznego w realiach państwa obywatelskiego. Jest kontynuatorem tradycji oręża przedwojennego „Strzelca” Józefa Piłsudskiego.
Organizacją zarządza Naczelna Rada Strzelecka za pośrednictwem Komendy Głównej. Terytorialnie Związek Strzelecki „Strzelec” podzielony jest na cztery okręgi, a każdy Okręg składa się z czterech obwodów (obwód odpowiada jednemu województwu). W obwodach działają Jednostki Strzeleckie (JS). Obecnie Komendantem Głównym ZS „Strzelec” jest bryg. ZS Krzysztof Wojewódzki.
Siedziba główna związku jest w Warszawie.
Po ostatnich zmianach organizacyjnych Związek Strzelecki „Strzelec” podzielony jest na obwody (Obwód odpowiada jednemu województwu). W obwodach działają jednostki strzeleckie. Zasadniczo obszarem działania jednostki jest powiat.
Organizacją zarządza Naczelna Rada Strzelecka przy pomocy organu wykonawczego zwanego Komendą Główną.

### Związek Strzelecki „Strzelec” Rzeczypospolitej Polskiej
Swój początek datuje na 15 marca 1986, kiedy to w Wągrowcu z inicjatywy ówczesnego por. rez. Stanisława Chomko grupa emerytowanych wojskowych i druhów OSP zawiązała nieformalną organizację odwołującą się do tradycji przedwojennego Związku Strzeleckiego działającego na terenie Wągrowca. Początkowo wągrowiecki „Strzelec” liczył 25 członków. Obecnie liczy ponad 200 osób. Obszarem działania Związku Strzeleckiego „Strzelec” Rzeczypospolitej Polskiej jest obszar całego kraju.
Siedzibą władz naczelnych jest miasto Wągrowiec, zaś sam Związek figuruje w Krajowym Rejestrze Sądowym pod numerem 0000458213.
Komendantem Związku jest marsz. ZS Stanisław Chomko.

## Członkowie

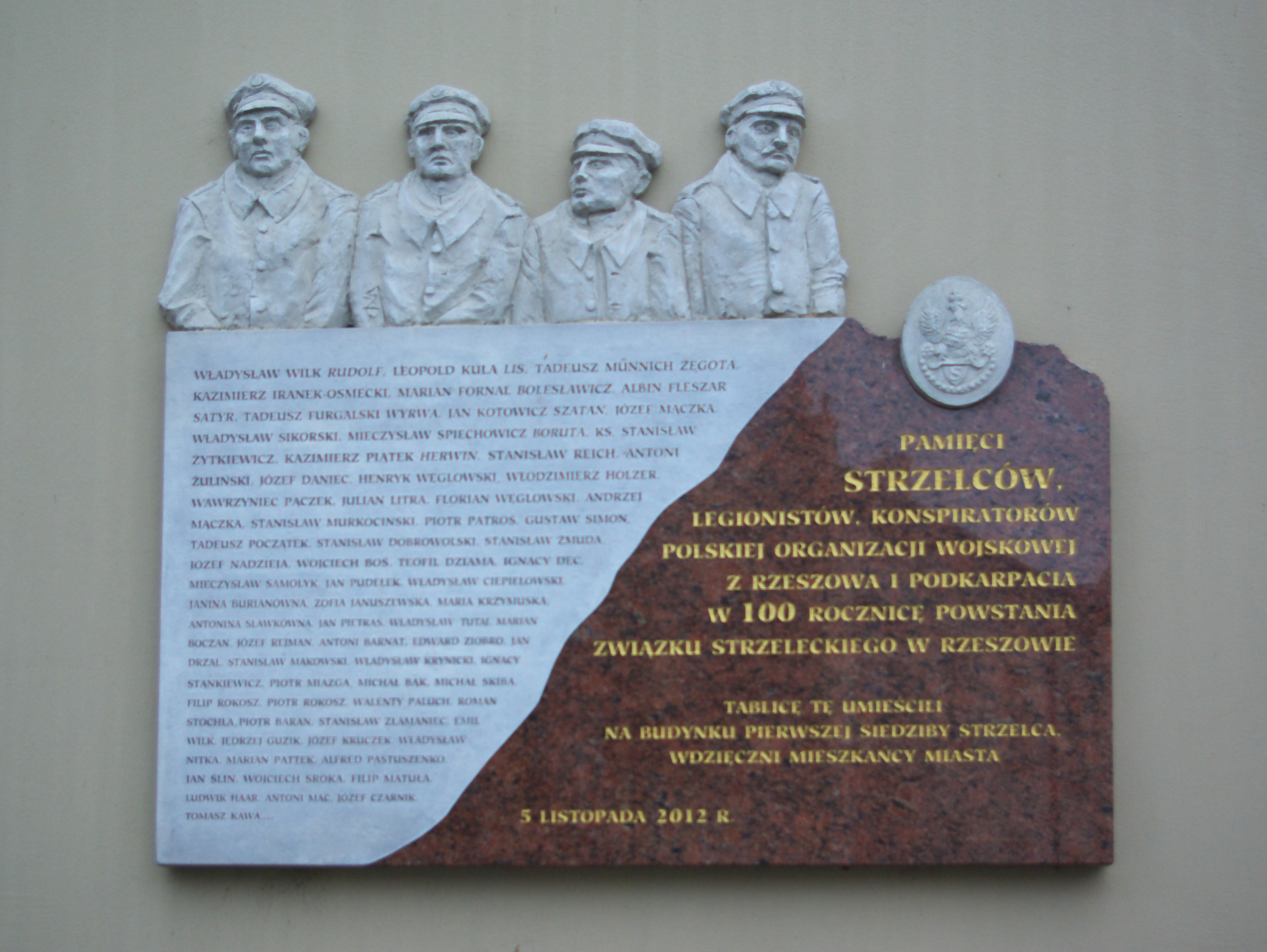
Tablica upamiętniająca członków ZS na budynku przy ul. 3 Maja 23 w Rzeszowie

### Związek Strzelecki
W 1994 powstał także Związek Strzelecki. Aktualnie (2021) Komendantem Głównym Związku jest st. insp. ZS Roman Burek. Siedzibą Komendy Głównej jest Radom.

### Związek Strzelecki Rzeczypospolitej
Związek Strzelecki Rzeczypospolitej powstał w 2012. Definiuje się jako „patriotyczne i pro-obronne, dobrowolne, samorządne, niezarobkowe stowarzyszenie młodzieży polskiej i osób dorosłych”. Związek proponuje swoim członkom szkolenia z zakresu wychowania patriotycznego, umiejętności paramilitarnych i innych (organizacja turystyki i wypoczynku, podstawy dziennikarstwa itd.).
Komendantem Związku jest mł. insp. ZS Piotr Wojciechowski.